# Simon Moser (Philosoph)
Simon Moser (* 15. März 1901 in Jenbach/Tirol; † 22. Juli 1988 in Mils bei Hall/Tirol) war ein österreichischer Philosoph. Von 1952 bis zu seiner Emeritierung 1968 lehrte er als Professor für Philosophie an der Technischen Hochschule (später Universität) Karlsruhe.

## Leben
Moser, der Sohn eines Postamtsdirektors, machte 1918 seine Matura in Hall und studierte im Anschluss von 1919 bis 1922 Jurisprudenz in Innsbruck mit dem 1. Staatsexamen als Abschluss. Parallel absolvierte er eine Abiturprüfung der Handelsakademie Innsbruck an der Franziskanerschule in Hall/Tirol und studierte zugleich Philosophie in Innsbruck. Im Jahr 1922 legte er seine erste Promotion vor zum Thema „Die philosophischen Grundlagen des Marxismus“. Nach weiteren Studien der Philosophie, Nationalökonomie, Altphilologie und Mathematik in Berlin, Marburg und Freiburg erwarb er 1932 seinen zweiten philosophischen Doktorgrad in Freiburg (bei Martin Heidegger) mit dem Thema „Grundbegriffe der Naturphilosophie bei Wilhelm von Ockham“. 1935 habilitierte er sich im Fach Geschichte der Philosophie in Innsbruck bei Alfred Kastil mit dem Thema „Zur Lehre von den Definitionen bei Aristoteles“. Dort war er bis zum Wintersemester 1937/38 Privatdozent. Aufgrund seiner Nähe zum Austrofaschismus und als Hauptstellenleiter der Vaterländischen Front wurde er mit anderen im Sommersemester 1938 als politisch unzuverlässig entlassen. Am 5. Juni 1939 beantragte Moser die Aufnahme in die NSDAP und wurde zum 1. Januar 1940 aufgenommen (Mitgliedsnummer 7.886.075). Er wurde, nachdem er sich gegenüber der Partei „betont korrekt“ verhielt, im März zum Dozenten neuer Ordnung ernannt. Die Gauleitung in Tirol betrachtete ihn hingegen als unverändert politisch unzuverlässigen Vertreter des Katholizismus. Die Ernennung wurde im November 1940 wieder zurückgenommen. Moser leistete von 1940 bis 1945 Militärdienst und war zugleich in dieser Zeit Dozent in Wien. 1945 gründete er gemeinsam mit Otto Molden die Internationalen Hochschulwochen in Alpbach/Tirol (heute Europäisches Forum Alpbach), deren wissenschaftliche Leitung er bis 1978 innehatte. Von 1945 bis 1952 war er wieder Privatdozent in Innsbruck, ab 1946 als Titularprofessor. 1952 erhielt er eine Vertretung des Extraordinariats für Philosophie an der Technischen Hochschule Karlsruhe, wo er 1955 zum außerordentlichen Professor und 1962 zum Ordinarius ernannt wurde. Seine Emeritierung erfolgte 1968. Von 1960 bis 1977 war er Leiter des Karlsruher Studium Generale.
Der wesentliche Teil des Nachlasses wird vom Karlsruher Institut für Technologie verwaltet. Er war Mitglied im Unitas-Verband.

## Lehre
Moser hat sich besonders um die Förderung und Betreuung interdisziplinärer Gespräche und Seminare verdient gemacht, zum großen Teil bei den jährlichen Veranstaltungen in Alpbach, aber auch während der Semesterzeiten im Studium Generale in Karlsruhe. Es gab während seiner Zeit kaum einen bedeutenden Gelehrten aus den Geistes- und aus den Naturwissenschaften, der nicht gerne Mosers Einladung nach Alpbach oder Karlsruhe gefolgt wäre. Allgemein geschätzt war seine begriffsphilosophisch-kritische Diskussionshaltung, die er mit liberaler Offenheit verband. So konnte er immer wieder unterschiedliche Disziplinen, Lehrmeinungen und Standpunkte miteinander konfrontieren und vermitteln. Ursprünglich von der antiken und mittelalterlichen Philosophie geprägt, entwickelte er sich später zum kenntnisreichen und reflektierten Universalgelehrten. Zu einem Schwerpunkt seines Denkens wurde die Philosophie der Arbeit, der Technik und der Naturwissenschaften.

## Werke (in Auswahl)
- Österreichische Bergwelt und Bergvolk, 1937
- Text von Josef Wenter: Das Land in den Bergen: Vom Wehrbauer zum Gebirgsjäger. Ein Bildwerk. Deutscher Alpenverlag, Innsbruck 1942. Wurde in der DDR auf die Liste der auszusondernden Literatur gesetzt.[7]
- Metaphysik einst und jetzt, Berlin 1958.
- Philosophie und Gegenwart, Meisenheim/Glan 1960.
- (Hrsg. mit K. Steinbuch): Philosophie und Kybernetik, München 1970.
- (Hrsg. mit Hans Lenk): Techne – Technik – Technologie, Pullach bei München 1973.
- Zwischen Antike und Gegenwart, Frankfurt/M. usw. 1986 (hrsg. v. H. Lenk und M. Maring; mit Verzeichnis der wissenschaftlichen Schriften).